# Pokey Chatman
Dana „Pokey” Chatman (ur. 18 czerwca 1969 w Amie) – amerykańska koszykarka uczelniana, następnie trenerka koszykarska, od 2022 asystentka trenerki 
Seattle Storm w WNBA.
Podczas pracy w Indiana Fever pełniła także funkcję generalnej menadżerki klubu.

## Osiągnięcia
Na podstawie, o ile nie zaznaczono inaczej.

### Zawodnicze

#### NCAA
- Uczestniczka rozgrywek:
  - Sweet 16 turnieju NCAA (1989)
  - turnieju NCAA (1988–1991)
- Mistrzyni turnieju konferencji Southeastern (SEC – 1991)
- MVP turnieju SEC (1991)
- Zaliczona do:
  - I składu:
    - Kodak Al-American (1991)
    - SEC (1989–1991)

#### Reprezentacja
- Mistrzyni Ameryki U–18 (1988)

### Trenerskie

#### Główna trenerka
Drużynowe
- Mistrzostwo:
  - Euroligi (2010)
  - sezonu regularnego konferencji SEC w NCAA (2005, 2006)
- Superpuchar Europy FIBA (2009, 2010)
- Wicemistrzostwo:
  - WNBA (2014)
  - Euroligi (2011)
  - Rosji (2010–2013)
- Uczestniczka:
  - mistrzostw Europy kobiet z kadrą Słowacji (2009 – 8. miejsce)
  - rozgrywek NCAA Final Four (2005–2007)

Indywidualne
- Trenerka roku:
  - NCAA:
    - im. Naismitha (2005)
    - według:
      - USBWA (2005)
      - WBCA (2005)
      - Black Coaches Association (2004, 2005)

  - Luizjany (2005, 2006)
- Laureatka nagrody Victor Award Female Coach of the Year (2005)
- Zaliczona do Galerii Sław Sportu Uczelni LSU – LSU Athletics Hall of Fame (1999)

#### Asystentka
- Mistrzostwo:
  - Euroligi (2008, 2009)
  - Rosji (2008)
  - uniwersjady z kadrą USA (2005)
  - turnieju SEC (2003)
- Wicemistrzostwo Rosji (2009)
- Uczestniczka rozgrywek:
  - NCAA Final Four (2004)
  - Elite 8 turnieju NCAA (2000, 2003, 2004)
  - Sweet 16 turnieju NCAA (1997, 1999, 2000, 2003, 2004)
  - turnieju NCAA (1997, 1999–2004)